# プリムール
プリムール(primeur)は、本来のフランス語では、「初めての」または「一番目の」を意味する形容詞であるが、一般にワインの「新酒」の意味に使われている。「ヌーヴォー・ワイン」と呼ぶこともあり、また、イタリア産のものは、イタリア語でNovello（ノヴェッロ）ということもある。「プリムール」という言葉は2つの異なる意味で使われる。

## プリムール取引（en primeur）
原料のぶどうが収穫された翌春、まだ樽の中のある熟成中の新酒（プリムール）を試飲会を経て業者に販売する先物取引が行われる。
実際にそのワインが業者のもとに届くのはおよそ2~4年後になる。

## ヌーヴォー・ワイン（Vin de Primeur）
フランスではその年に収穫されたぶどうで作られ年内に出荷される新酒(プリムール)をヌーヴォー・ワインあるいはヴァン・ド・プリムールという。
代表的なヌーヴォー・ワインはブルゴーニュ南部のボジョレーで作られるボジョレー・ヌーヴォーである。
マセラシオン・カルボニックという特別な発酵法を用い、ぶどうの収穫後数十日で瓶詰め・出荷される。
口当たりは軽く、原料のぶどうのアロマが非常にフレッシュで、ワインとジュースの中間のような香味である。アルコール度数は、ほぼワインと同じで、12度くらいあるものが多い。
ボジョレー・ヌーヴォーは出荷日が11月第3木曜日と厳しく決められているため、集荷の集中のために航空貨物運賃が極端に高くなり、2007年には、やすいものでもフルボトル1本が2千円以上になっているが、そのほかのプリムールは出荷日規定がなく、11月上旬に出てくるものもあり、赤だけでなく、白やロゼもある。AOCのものとテーブルワインクラスのものがある。
ボジョレー・ヌーヴォー以外にも、フランス南部のラングドック＝ルシヨン地域圏、ロワール地方のミュスカデ、ミディ・ピレネー地方タルヌ県でもヌーヴォー・ワインが生産される。
ドイツではデァ・ノイエ（Der Neue）、イタリアではヴィーノ・ノヴェッロ（Vino Novello）と呼ばれる新酒が同じように出回る。さらに、4月から5月にかけて、南半球のチリや南アフリカなどのワインも出ている。
日本のワインにも甲州ぶどうを使った「新酒」がある。